# 乃堆拉山口

乃堆拉山口(左上角)

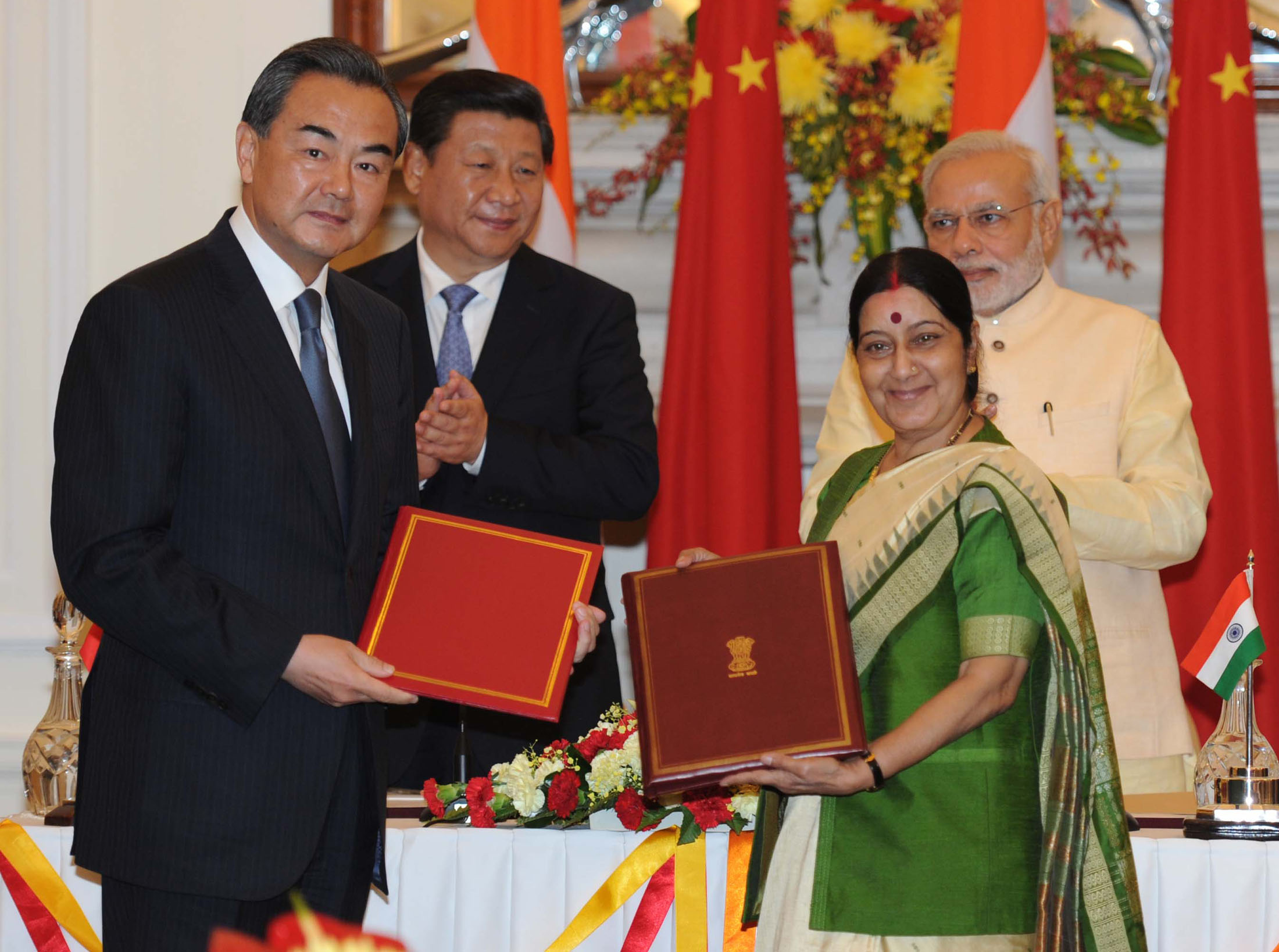
2014年9月18日，中國外長王毅與印度外長蘇什瑪·斯瓦拉杰簽署諒解備忘錄，中方重新開放一條進入西藏自治區的印度教徒朝聖之路。印度教徒經典朝聖路線「冈仁波齐峰-玛旁雍錯朝聖之路」以往只能經里普列克山口進入西藏，2015年起開放乃堆拉山口。

乃堆拉山口（藏語：རྣ་ཐོས་ལ་，威利转写：Rna thos la），是喜马拉雅山脉中的一个隘口，位於中國西藏自治區日喀則市亞東縣與印度錫金邦的邊境。
“乃堆拉”在藏语中意为“风雪最大的地方”。乃堆拉山口海拔4,545公尺，距拉薩460公里，距印度加爾各答約550公里，距亚东县52公里，距锡金首府甘托克54公里，距离印度阿萨姆走廊铁路枢纽西里古里184公里，是世界上最高的公路贸易通道，每年4月至10月冰雪融解之後可作通道使用，也是中印之間主要的陸路貿易通道。

## 历史
2000多年前，乃堆拉山口就是丝绸之路南线的主要通道，是“茶马古道”的一部分。
18世纪，印度加尔各答变成重要国际港口，中国大西南与锡金交界的乃堆拉山口到印度加尔各答和西藏拉萨都大约500公里，成了近世纪西藏通往外部世界的捷径。19至20世纪，西藏和中国其他省区的往来从该山口出喜马拉雅山到印度，再经加尔各答乘船到上海——比先前从青藏高原下到四川再经长江要快捷得多。 
1893年清朝政府與英属印度簽訂《中英藏印續約》开放亚东，设关通商，印度在下司马镇（今下司马乡）获得特权，印英商人的货物只要经亚东商务代表处登记即可进入市场。
1928年，英国地质学家約翰·伊斯頓在《穿过锡金和西藏到珠穆朗玛峰的一条少人问津的大道》描写道：
一次又一次鼓起勇气希望最后一个山峰已经过，却看到前面总是出现另外一个……山外有山，沟外有沟，黄色秃顶的山脉延伸…它们后面，涌现出一座万丈高的雄伟尖椎、冲刺蓝色的天空，多么难以形容的、终年积雪的珠穆朗玛——群山的圣母。
1930年，中华民国政府派密使謝國樑借道印度、通过乃堆拉山口去拉萨，与随行谭云山两人化装混在入藏商队中偷渡入境，商队热闹非凡，偷渡轻而易举。謝國樑中途病逝，谭云山受托把中国政府的密信亲自交给了达赖喇嘛。谭作为达赖喇嘛的客人，又受托从乃堆拉山口进入印度拜会独立运动领袖圣雄甘地。 谭还经常去距离乃堆拉山口几十里的喜马拉雅山脚的大吉岭（当时是英殖民当局的印度高级旅游避暑胜地），著名画家徐悲鸿在此画了许多名画。乃堆拉边贸的兴旺推动了加尔各答到大吉岭这一带的繁荣，中国商人当时在此地非常活跃。 
1947年，独立后的印度继承英国殖民当局在当地的特权。1954年，中印两国签署通商、交通协定，取消了印度在下司马镇的特权。1957年，乃堆拉山口的中印貿易額達到最高峰1.1亿銀元，佔當時中印貿易總額的80%以上，当时每天有超过1000头骡子和700多人往返在这条贸易通道上，很多印度商人在亚东县城内的前街做生意。

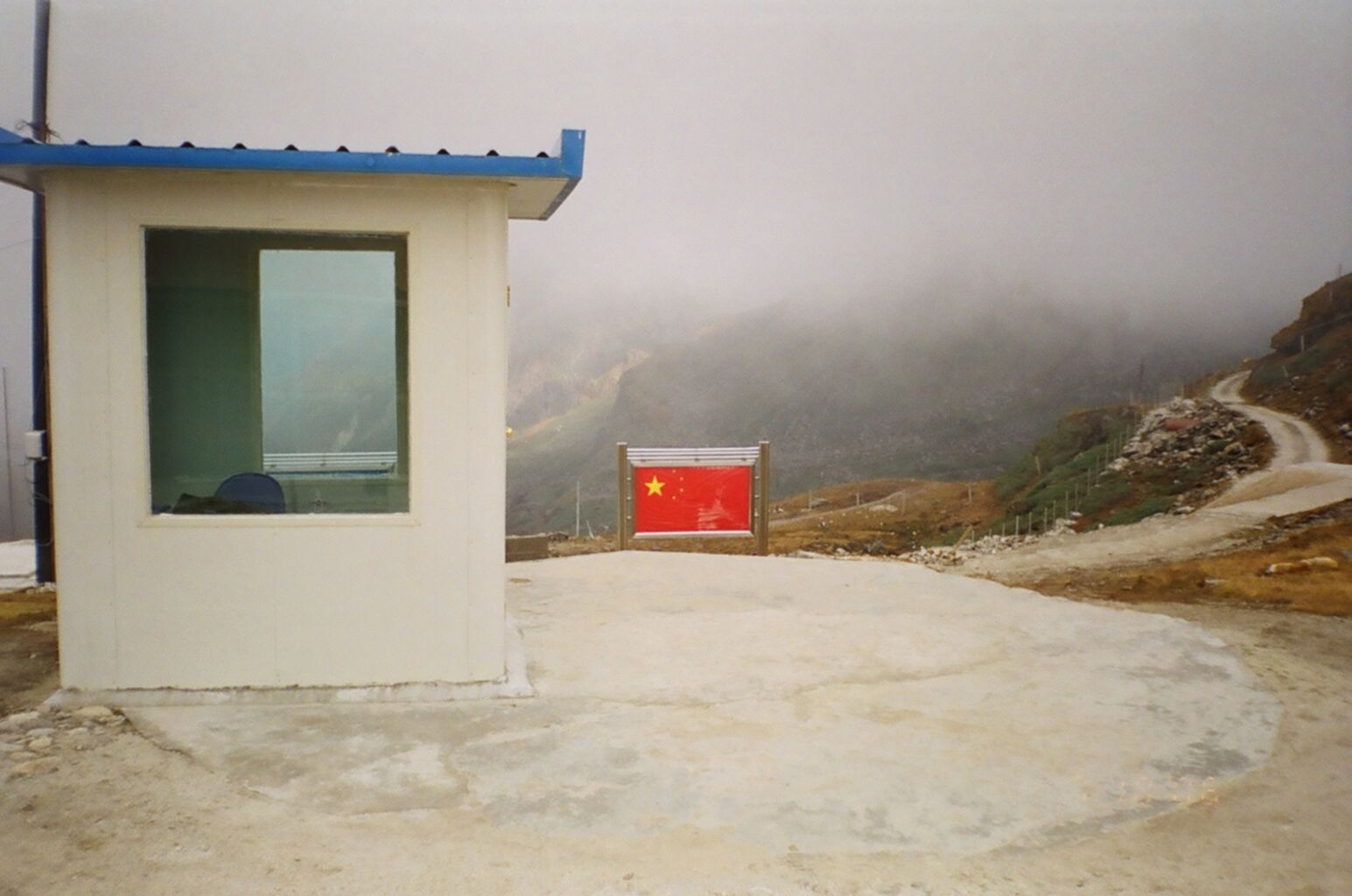
中國崗哨

但自1962年中印边境战争後，兩國撤銷了原邊貿市場的海关機構，乃堆拉山口由軍隊把守，邊貿通道被鐵絲網隔離。部分锡金和印度商人改道加德满都继续同西藏做生意。

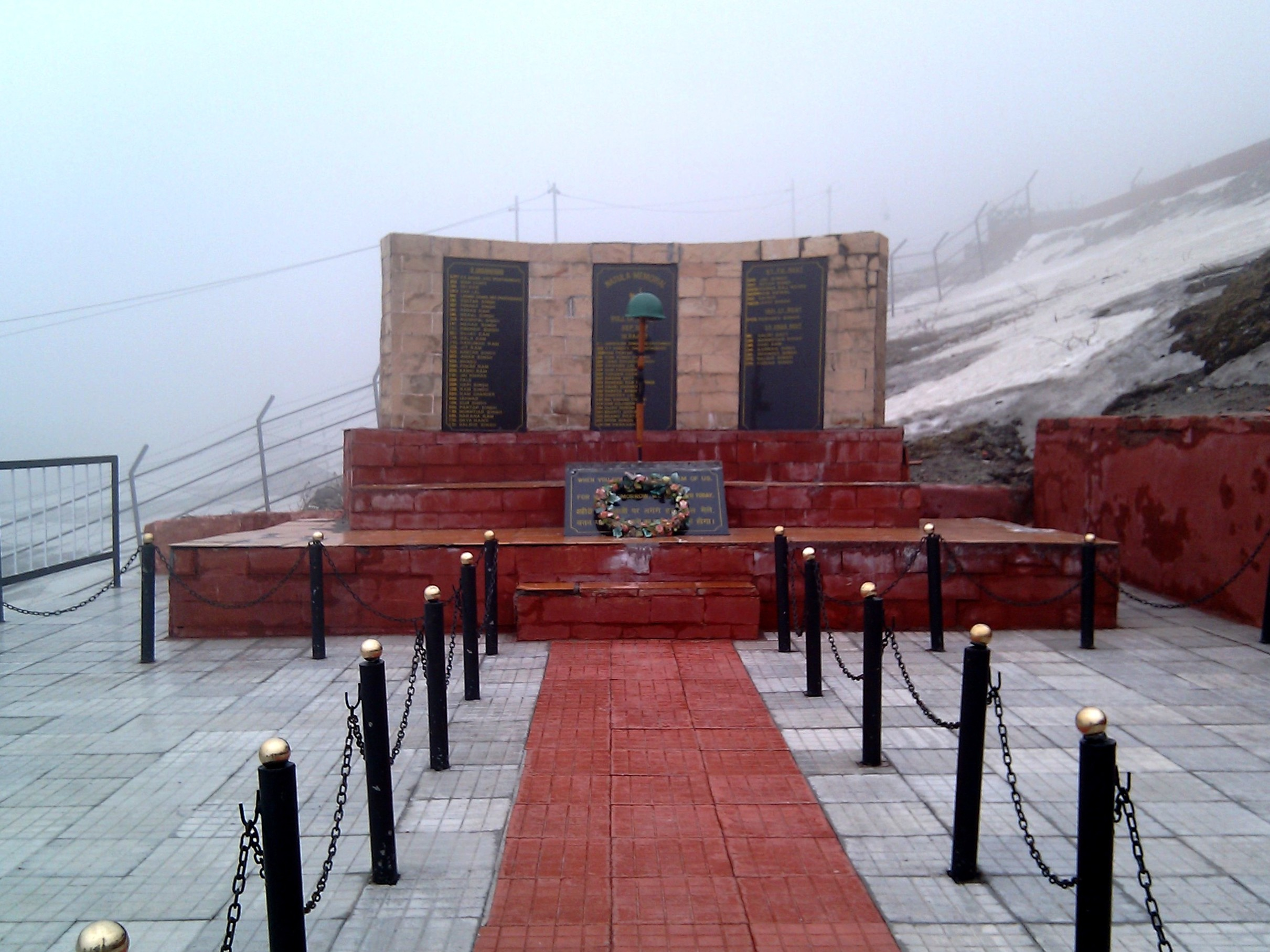
印度戰爭紀念碑

1967年7月7日到13日中印曾在附近发生了军事冲突，双方都有人员伤亡。
1991年12月13日中印签署备忘录，其中提出要恢复边贸。1992年7月1日，印度总统文卡塔拉曼访华后签署了《边境贸易进出规章协议》。
1993年印度总理拉奥访华签署《在中印边境实际控制线地区保持和平与安宁的协定》：“双方将通过协商制定在实际控制线地区的有效信任措施。任何一方都不在双方确定的区域内进行特定规模的军事演习。”中印边境就此解除了战争气氛，对民间跨越界交往的控制开始放松，自发边贸开始展开。
2003年印度总理瓦杰帕伊访华时与中国签署了《关于扩大边境贸易的谅解备忘录》，双方同意增开乃堆拉山口。
瓦杰帕伊政府力排众议宣布将于2004年7月正式开放乃堆拉山口并恢复中印贸易。但在2004年印度大选中，瓦杰帕伊领导的全国民主联盟政府失败。在保守的印度军方的压力下，新上台的国大党政府总理曼莫汉·辛格宣布推迟一年开放乃堆拉山口。
2005年中国总理温家宝访印，双方再次确认尽早开放乃堆拉山口边贸通道的共识，并加快边贸基础设施的修建。
2005年9月，印度政府通知锡金邦首席部长帕文·庫馬爾·昌姆林正式开放乃堆拉山口。但原定的2005年10月2日的开放时间因基础设施尚未到位而推迟。
2006年6月初印度国防部长穆克吉访华，中印就安全问题达成一系列协议中涉及开放乃堆拉山口作为贸易通道的问题。
2006年7月6日，中印重開乃堆拉山口边贸口岸。
2008年3月西藏骚乱，数百名在印藏人在乃堆拉山口示威。2009年，时任古吉拉特邦首长纳伦德拉·莫迪视察关口。2010年英联邦运动会女王火炬接力途径山口。2013年10月，中印边境边防会谈会晤站正式成立，乃堆拉山口成为五个会晤站之一。2015年，山口向前往西藏玛旁雍错的游客和朝圣者开放。2017年，中印军队在洞朗对峙，乃堆拉山口朝圣活动取消，对峙事件于同年8月结束。10月，印度国防部长尼尔马拉·西塔拉曼对乃堆拉进行友好访问，并戍守山口的中国士兵进行简短交流。2018年中国人民解放军建军节，中印士兵在关口召开“边防特别人员会议”。2019年国际瑜伽节，中国军民在乃堆拉参加印方主办的联合瑜伽练习。COVID-19疫情爆发后，2020年4月，锡金政府关闭关口，其后中印双方爆发激烈边境冲突，关口贸易受到冲击，情况持续到2021年。

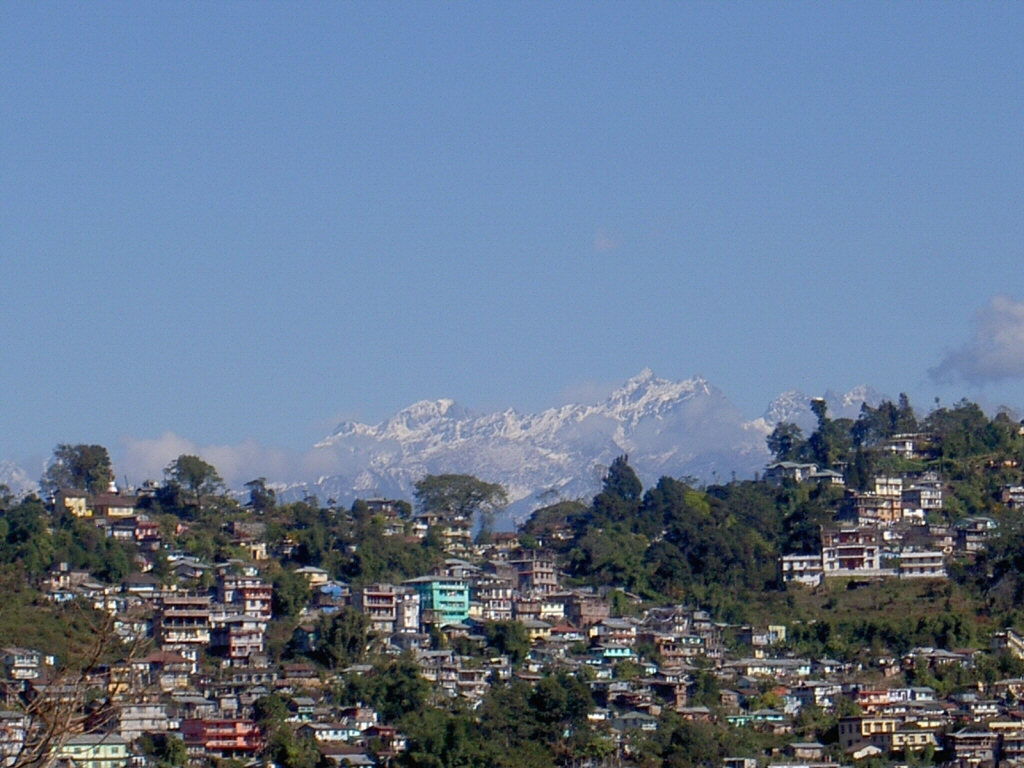
北望乃堆拉山口

## 边贸
乃堆拉山口边贸口岸目前是中国与南亚各国五个边贸口岸（樟木、普兰、吉隆、日屋和乃堆拉）中条件最好的。至2006年重新开放，这条边贸通道已中断44年。在乃堆拉山口两侧，分别是中国的仁青岗边贸市场和印度的昌古边贸市场。仁青岗边贸市场面积6400平方米，有28个店铺。中方投資3億人民幣，修建海關、邊防等各種設施。距离乃堆拉山口五六公里的昌古市場面積3.24平方公里，建起了可以作便利银行、海关、移民辦公機構和电信局的大棚。
边贸时间：每周4天，每天从上午7:30到下午3:30。每天允许对开卡车60辆次，允许双方商人各100名入境。由于大雪封山，边贸仅在每年的6月1日至9月30日开放。
中国是印度第二大贸易伙伴，印度是中国第十一大贸易伙伴。中印贸易增长迅速，1995年的11.6亿美元，2005年增加到187亿美元，年均增长32%。预计2006年中印贸易额将突破200亿美元，2010年达到500亿美元。
边贸的主要货物（根据中印边贸协议，乃堆拉山口边贸目前不含电子产品和铁矿石，仅限于西藏和锡金当地出产的产品）：
- 中国（15种商品）：轻工产品、服装、马、牦牛毛、山羊皮、生丝、羊皮、羊毛、羊绒、中药材、酥油、硼砂、陶瓷、藏药材……
- 印度（29种商品）：农畜产品、毛毯、茶叶、咖啡、香水、印度香、白酒、茶叶、大麦、印度草药、纺织品、鞋子、罐头食品、烟草、大米、干果……

## 边贸利益与影响
重新开放乃堆拉山口前，中印贸易90%通过海运，西藏的外贸绝大部分经相距4377公里的天津港。经过乃堆拉山口，拉萨经亚东至加尔各答的距离可缩至约1200公里，大大降低运输成本。为构建中国—南亚陆路大通道准备了条件，打通了中国与印度、尼泊尔等南亚国家的便捷的经贸通道。
2006年，预计每年经过乃堆拉山口的转口贸易初期将达到2亿美元，中期预计达10多亿美元，锡金方面预计2015年达120亿美元。乃堆拉山口将形成中国对南亚各国的重要输出入口岸之一。
锡金政府坚信“乃堆拉贸易将能够把锡金带入一个新的繁荣时代”，乃堆拉山口边贸能给锡金政府带来大量税收，每天来往锡金的100至500辆卡车能在每年秋季为锡金提供4千到1万个就业机会。

## 交通
西藏自治区内通向乃堆拉山口的康马-亚东和亚东-乃堆拉山口的两条公路已经被列入中国国家发改委与交通部的2006年建设计划。
未来十年内，青藏铁路将修建拉萨经日喀则至亚东县的支线，大大改善边贸同西藏自治区腹地和中国内地的联系。
印度是在其铁路延伸至锡金，导致许多以促进它与青藏铁路连接，实现两个国家之间的铁路运输的想法的过程中。

## 印度军方的担忧
印度军方出于战略原因担心，中国为边贸在西藏自治区修建全天候公路可能会考虑利用这一通道建立与孟加拉国的联系，威胁印度东北部地区有“军事生命线”之称的阿萨姆走廊。印度东北部司令部司令表示不会在乃堆拉山口开放之后减弱对该地区的军事防范。

## 重新開放以後
在山口重開的一年內，雙方貿易額為約200萬盧比：其中印度對中國出口額為88.7萬，從中國進口額為108.3萬。由於進出口商品名錄對於哪些商品可以在兩國間進行貿易限制得很嚴，另一方面，大多數錫金的商人都是部落的成員，不繳納所得稅，所以他們並沒有進出口所需要的永久性銀行帳戶（PAN）。因此，印度政府不得不為錫金商人引入一種專用的進出口代碼，而這個過程花費了相當一段時間，為雙方交易形成障礙。 